# Grado
Grado (venecijanski: Gravo, slovenski: Gradež, furlanski: Grau) je grad u Pokrajini Gorizia u okviru autonomne regije Furlanija-Julijska krajina u Sjevernoj Italiji. 

## Zemljopisne karakteristike
Grado ima 8.678 stanovnika po popisu stanovnika iz 2009., nalazi se na vrhu pješčanog poluotoka koji zatvara istoimenu lagunu (ili Laguna Marano) između Venecije i Trsta u Jadranskom moru.
Grado je nekoć bio ribarsko naselje, danas je ladanjsko mjesto i spa centar poznat kao L'Isola del Sole (Sunčani otok).

## Povijest
U rimskih doba naselje se zvalo ad Aquae Gradatae, to je bila ulazna luka preko koje su brodovi dalje preko rijeke Natissa plovili uzvodno do antičke Aquileie (ad gradus na latinskom znači na usponu).
Nešto prije propasti Zapadnog Rimskog Carstva mnogi stanovnici antičke Akvileje pobjegli su u Grado, traživši sigurnije utočiište pred provalama barbara s istoka. Iz 5. stoljeća su temelji prve katedrale iz Grada, baptisterija i prve crkve Santa Maria delle Grazie, u to vrijeme Grado je bio sjedište flote akvilejskog biskupa.
Nakon invazije Langobarda na Sjevernu Italiju 568. biskup Akvileje - Paulinus I., premjestio je svoje sjedište u Grado. Nakon crkvene svađe u 6. stoljeću dva biskupa su namjeravali biti poglavari Grada, a biskup iz stare Akvileje preselio se u Cividale i nadzirao cijelu unutrašnjost.
Dugi spor završen je silom, kad je biskup iz Akvileje – Popo, zauzeo Grado 993. Nakon tog se umiješao i papa koji je 1027. objavio da biskup Akvileje ima supremaciju nad Gradom i cijelom venecijanskom pokrajinom. Novi akvilejski biskup dobio je naslov patrijarh, a crkvena jurisdikcija protegla se na cijelu sjevernu Italiju. Nadbiskup iz Grada, gdje se bio sklonio akvilejski biskup, dobio je crkvenu vlast nad obalom i otocima (lagunama). Stvar je potpuno zaboravljena kad je papa Nikola V. 1451. premjestio sjedište biskupije u Mletke.
Nakon tog je Grado spao na maleno selo u Mletačkoj Republici. Grado su orobili Englezi 1810. i Francuzi 1812. za napoleonskih ratova. Nakon propasti napoleonske vlasti u Italiji Grado je postao dio Austrijskog Carstva - 1815. Krajem 19. stoljeća Grado se počeo pretvarati u ladanjsko mjesto - ulaz u Austrijske rivijere, Grado je pod Austro-Ugarskom ostao do 1918., nakon Prvog svjetskog rata pripao je Kraljevini Italiji.

## Znamenitosti Grada
Najznačajniji spomenik Grada je njegova katedrala:
- Sv. Eufemija sa svojim oktogonalnim baptisterijem s kraja 5. stoljeća. Crkva je nekoć imala portik s četiri stupa, jedan od njih danas se nalazi u središtu Partijarhova trga. Današnja ulazna fasada je posljedica rekonstrukcije koju je napravio fra Elia 579., u 15. stoljeću dograđen je crkveni zvonik uz crkvu s desne strane. Unutrašnjost ove bazilike ima dva pomoćna i jedan glavni brod, u njoj su najljepši su podni mozaici iz 6. stoljeća, koji su obnovljeni 1946. – 1948.
- Bazilika Santa Maria delle Grazie, podignuta je na prijelazu iz 4. u 5. stoljeće, obnovljena je u 6. stoljeću i potpuno barokizirana u 1640.

## Gradovi prijatelji
- Sankt Lorenzen bei Knittelfeld, Austrija
- Feistritz bei Knittelfeld, Austrija

## Vanjske poveznice
- Službene stanice grada (tal.)
- Grado Tourism (engl)
- Tourism website (engl)

### Ostali projekti
|  | Zajednički poslužitelj ima još gradiva o temi Grado |